# 胡塞因迪伊
胡塞因迪伊(1765-1838)，奧斯曼阿爾及利亞行省的最後一任迪伊(事實上的統治者)。

## 統治
他在1818年3月接替阿里·本·艾哈邁德成為奧斯曼阿爾及利亞的迪伊，為了安撫歐洲人，他制定一些寬鬆措施，如釋放人質，並確保猶太人的宗教自由。

## 法國征服阿爾及利亞
法國國王查理十世為了在法國國民增加受歡迎程度，他試圖加強愛國情緒並把政策轉向外交，這最終導致了法國征服阿爾及利亞。

## 拂子拂面事件
在18世紀90年代，法國和兩位猶太商人Bacri和Boushnak簽約從阿爾及爾購買小麥給法國軍隊，並拖欠支付給他們的費用。這兩個商人有他們本身的債務，他們聲稱無力償還這些債務，直到法國支付其費用給他們。胡塞因曾與法國領事皮埃爾·德瓦爾談判以糾正這種情況，但失敗了。胡塞因懷疑德瓦爾串通法國商人反對他。特別是法國政府沒有規定要償還在1820年前商人的債務。
在1827年4月29日一個有爭議的會議中，德瓦爾拒絕提供令人滿意的答案後，胡塞因用手上的拂打了德瓦爾一下，查理十世首先要求道歉，然後開始對阿爾及爾港的封鎖。當胡塞因開始反擊後法國確定需要更多的強而有力的行動。
在1830年6月14日，34000名法國士兵登陸阿爾及爾以西27公里的Sidi Ferruch ，在3星期後胡塞因迪伊投降，以換取他的自由並保留他的個人財富。這標誌著奧斯曼帝國對阿爾及利亞領土313年統治結束和法國統治的開始。

## 流亡
1830年7月15日，即在胡塞因投降法國五天之後，他携同他的家人、后宮和個人財產乘法國船聖女貞德號離開阿爾及爾。他生活在法國的許可請求已經被查理十世拒絕。他在奧地利帝國控制下的那不勒斯生活了三年，最後在1838年死在埃及的亚历山大港。